# コパ・デル・レイ1903
コパ・デル・レイ1903 (西：La Copa del Rey de Fútbol de 1903)は、1903年4月6日から4月8日の間に開催された、1回目のコパ・デル・レイである。アトレティック・クルブが優勝した。

## 概要
前年の「即位杯」とは異なり、スペインサッカー連盟が公式な第1回大会とするコパ・デル・レイである。大会のフルネームは「カンペオナート・デ・エスパーニャ・デ・ス・マヘスタッ・エル・レイ (Campeonato de España-Copa de Su Majestad el Rey)」。アルフォンソ13世によって銀製の優勝カップが用意され、王都マドリードで1903年の4月6日から8日のわずか3日間だけ行われて終了した。
決勝戦はアトレティック・クルブが、当時まだ「ソシエダ」の単語を添付していた、(ソシエダ)マドリード・フット＝ボール・クルブに3-2で勝って優勝した。大会の組織・運営・告知などは準優勝のマドリードFCによって実行された。
5チームが争った「即位杯」は好評だったが、この大会にはそのうち3チームしか出場登録しなかった。パドロス氏は当時増加していたスペイン全土のサッカークラブにとって、これは最重要大会としてさらに多くのクラブの招待を申し出たが、存在していたクラブの大多数は断った。ビーゴ、ウェルバ、サラマンカ、サン・セバスティアンのサッカー社交団体も招待に断りを入れ、即位杯に出場したチームではフット＝ボール・クルブ・バルセロナも消極的で、唯一招待を受けたのはクルブ・エスパニョール・デ・フット＝ボールだった。
結局3チームだけが出場登録をした。大会運営も兼ねるマドリード・フット＝ボール・クルブ、イベリアSCの選手数人が参加したクルブ・エスパニョール・デ・フット＝ボール、今回は連合チーム「クルブ・ビスカヤ」ではなく単独出場したアトレティック・クラブの3チームである。

## 大会レギュレーション
3チームによる1回戦総当たりのリーグ戦・全3試合。3試合目が優勝決定戦になるような仕組みで、後に大会運営者となるスペインサッカー連盟は3試合目が「決勝」だったと考えている。
アトレティック・クルブは、決勝でマドリード在住のビルバオ出身者一団の声援を受けた。そのため、大会終了後すぐの4月末までにアトレティック・クルブのマドリード支部を作ることに決めた。

## 大会設立の経緯
前年の1902年、アルフォンソ13世国王の成人・親政などを慶祝するため、「マドリードのフットボール競技会」または「即位杯」という大会が行われた。この大会には1902年当時のスペインで最も優れたチームが王都に集まって行われた。大会は無事開催され、マドリードFCの会長を1903年から1908年まで務め、大会の広報宣伝者であったカルロス・パドロスは、同じ形式の大会を年1回のペースで開催していこうと決めた。慶祝された側の王室も後援をし、大会で優勝したチームが手にするためのカップを前もって作成した。但しこのカップは当初、大会を3連覇もしくは5連覇中のチームしか受け取れないという名目付きであった。
マドリード・フット＝ボール・クルブは大会の運営責任者を引き受け、宣伝も担った。彼らの判断で1902年の「即位杯」の試合はマドリードのラ・カステリャーナ競馬場で行われ、日刊新聞「エル・コルド・デ・マドリー」がこれを「スペインで最初のクラブ選手権か」と、1903年1月8日版の記事で報じた。

## 原則
1. この大会にはスペインの全てのサッカー団体と連盟が合法的かつ規約に基づき参加する事になる。
2. 大会参加希望チームは、闘牛場通りの「バホ10」マドリード・フット＝ボール・クルブ会長の指示の下、クラブ会長または同行理事の署名付きで申し込み、チームのメンバーと控え選手名簿も記載されていなければならず、その人数には制限があり、キャプテンの署名も必要である。
3. 参加申し込みをした後で、スペイン在住事実が不透明か、複数団体に所属している可能性がありと判断されれば、大会に参加ができない。
4. この大会の出場枠は1地域につき1団体で、もし複数が登録をすれば、彼らの間で試合をすること。条件は以下の通り。
- 事の発端と無関係で公平に解決ができる立場の責任者を彼らの中から選出されたし。
- 1903年2月、3月から4月20日までに試合を行い、各競争団体は相互に2試合ずつ対戦し、勝ち点は勝利2・引き分け1のルールで競い、最も多く勝ち点を積んだ者が勝者である。
- もし決勝戦が引分けに終わった場合、責任者はさらに決定戦を開催されたし。
- その勝者団体が地域代表チームとしてマドリードでの競技大会に参加されたし。
- 責任者は1903年4月25日までに、運営委員会に試合の結果を連絡されたし。

5. マドリードでの競技会は、1903年5月第1週において、運営委員会が適切な日時に告知する予定の会場・日時にて行われる。
6. 試合は勝ち抜き形式で行われ、2チームが2組ずつ試合をする組み合わせで、最後に勝ち残ったチームが優勝し、残りの数日は選手達の休息に充てる。
7. 両チームのキャプテンに合意できないことがあった場合、絶対に試合を始めてはいけない。
8. レフェリーは両軍のキャプテンの共通合意の下に指名される。現時点で、運営委員会の責任で彼を指名するという事は、合意を損なう恐れがあるため。
9. 試合が引き分けだった場合、レフェリーは15分まで延長戦を戦わせ、7分目に陣地交換1回休憩を行う。 
10. レフェリーは、彼と両軍キャプテンが署名したとおりに、試合の結果について説明を行う事を誓われたし。
11. 見解相違・不服申し立ての性質をもつ案件は、責任者に事後24時間以内に書面連絡されたし。期限を過ぎれば受け付けない予定。
12. 大会優勝団体は翌年も所属コミュニティに登録して競技し続ける義務を負い、敗北を喫した場合カップを放棄し、勝者もしくは運営委員会に譲渡されたし。場所はマドリード。
13. カップ獲得団体が1年か2年以上カップを保持し続けた場合はこれを放棄して、運営委員会に譲渡されたし。
14. 試合は、イングランドFAが定めたその年ごとの最新競技規則によって行われる。
カルロス・パドロス、マドリード、1903年1月。

## 参加チーム
| 参加チーム                                 |
| ------------------------------------------ |
| マドリード・フット＝ボール・クルブ         |
| アトレティック・クルブ                     |
| クルブ・エスパニョール・デ・フット＝ボール |

## 第1試合・第2試合
| 1903年4月6日 第1試合 |

| マドリードFC                                             | 4 - 1 | クルブ・エスパニョール・デ・フット＝ボール |
| アルマンド・ヒラルト · ホセ・ヒラルト · ペドロ・パラゲス |       | ザナーロ                                   |

| ラ・カスティリャーナ競馬場, マドリード |

| 1903年4月7日 第2試合 |

| アトレティック・クルブ                                                     | 4 - 0 | クルブ・エスパニョール・デ・フット＝ボール |
| フアン・アストルキア · アレハンドロ・デ・ラ・ソタ · ウォルター・エヴァンス |       |                                            |

| ラ・カスティリャーナ競馬場, マドリード |

## 第3試合 (実質決勝)
こうして4月8日の最終日の試合が実質的にトーナメントの決勝のようなものとなった。前述のとおり連盟はこの試合をリーグ戦の最終戦ではなく「決勝」と考えている。約5,000人の観衆の前で、マドリードFCは序盤を押し気味に進め、ハーフタイムまでに2-0とリードした。だが、アトレティック・クルブは後半に入って力強い巻き返しを見せ、3点を奪って試合をひっくり返した。アトレティックの出場選手11人のうち6人は、昨年の即位杯で優勝したクルブ・ビスカヤに参加し、優勝を勝ち取れなかった選手であった。
アトレティック・クルブは、決勝でマドリード在住のビルバオ出身者一団の声援を受けた。そのため、大会終了後すぐの4月末までにアトレティック・クルブのマドリード支部を作ることに決めた。

### 当時の寸評
「競馬場にてクルブ・デ・マドリードとアトレティック・デ・ビルバオの試合が行われた。この2チームは大会優勝と国王から贈られた銀製杯をかけて争った。マドリード人達は、既にバルセロナのクラブを倒した。観客はこの戦いが行われるのに大きな期待をしていた。マドリード人達は2点を先行し、素晴らしいプレーを展開した。その後、やや守備的になってしまい、時間を浪費させようとした。そうしてビルバオ人達は3点を奪って逆転し、マドリード人達に勝ったのである。
　クロニカ・デル・ノティシエロ・ビルバイーノ. 1903年、ビルバオ」

## 試合
| 1903年4月8日 不明 第3試合 |

| マドリードFC                                            | 2 - 3    | アトレティック・クルブ                                                                |
| ミゲル・デ・バルデテラソ 15分 · アントニオ・ネイラ 41分 | レポート | アルマン・カゾー 55分 · エドゥアルド・モンテホ 70分 · アレハンドロ・デ・ラ・ソタ 80分 |

| ラ・カスティリャーナ競馬場, マドリード 観客数: 10,000人 主審: ホセ・マリア・ソレール |

| アトレティック・クルブ |  |                            |            |
| GK                     |  | アレハンドロ・アチャ       |            |
| DF                     |  | ルイス・シルバ             |            |
| DF                     |  | アマド・アラーナ           |            |
| MF                     |  | エンリケ・ゴイリ           |            |
| MF                     |  | ジョージ・コックラム       |            |
| MF                     |  | マヌエル・アンソレアガ     |            |
| FW                     |  | アレハンドロ・デ・ラ・ソタ |            |
| FW                     |  | エドゥアルド・モンテホ     |            |
| FW                     |  | フアン・デ・アストルキア   | キャプテン |
| FW                     |  | アルマン・カゾー           |            |
| FW                     |  | ウォルター・エヴァンス     |            |
| 監督                   |  |                            |            |
|                        |  |                            |            |

| コパ・デル・レイ1903 優勝     |
| ----------------------------- |
| アトレティック・クルブ 初優勝 |

## 得点ランキング
| 選手                       | チーム                             | 得点数 |
| -------------------------- | ---------------------------------- | ------ |
| フアン・デ・アストルキア   | アトレティック・クルブ             | 2      |
| アルマンド・ヒラルト       | マドリード・フット＝ボール・クルブ | 2      |
| アレハンドロ・デ・ラ・ソタ | アトレティック・クルブ             | 2      |